# Brixia Mod. 35
Il mortaio d'assalto Brixia Modello 1935 era un mortaio leggero italiano di piccole dimensioni, con alta cadenza di fuoco, utilizzato nel corso della seconda guerra mondiale.

## Storia

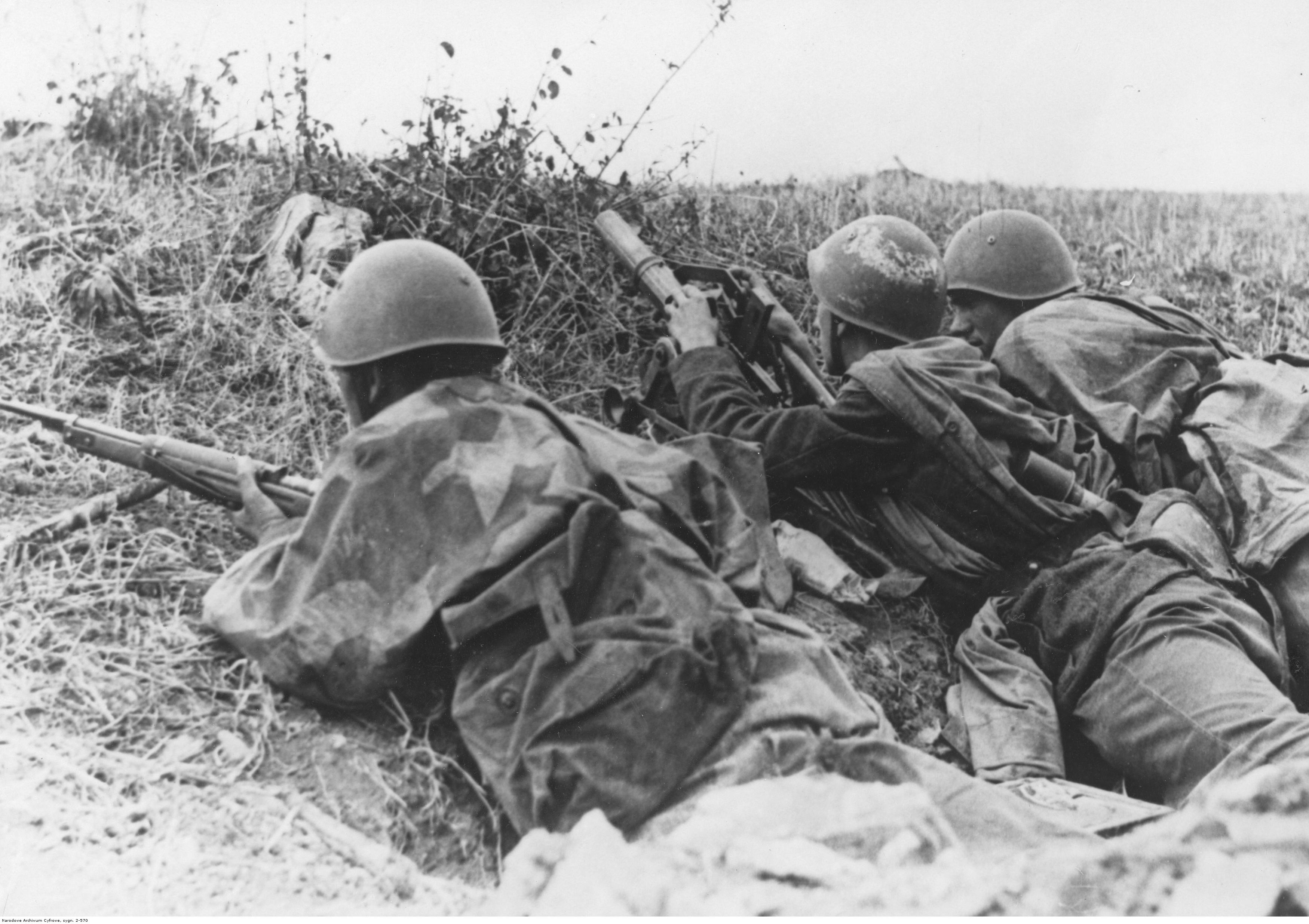
Brixia Mod. 35 nei Balcani, 1944

Per il supporto diretto negli ultimi 200 metri dell'assalto, nei quali le artiglierie non potevano intervenire, i reparti di fanteria del Regio Esercito erano dotati, già dagli anni venti, di tromboncini lanciagranate, applicati ai fucili d'ordinanza. Con l'evoluzione della dottrina, caddero le remore nell'appesantire i fanti e i tromboncini furono sostituiti dai mortai leggeri (anche perché i tromboncini mod. '28 erano molto complessi e non permettevano l'uso contemporaneo del fucile e del lanciagranate, che, oltretutto, era poco potente e con una gittata di soli 200 metri a bassissima precisione). Per questo nel 1935 venne immesso in servizio il Brixia, prodotto dalla Metallurgica Bresciana già Tempini. Fu impiegato per la prima volta nella guerra d'Etiopia e, successivamente, nella guerra civile spagnola dal Corpo Truppe Volontarie. Di fatto divenne il principale mortaio leggero del Regio Esercito durante la seconda guerra mondiale, in servizio sia nella fanteria sia nei guastatori. Fu presto ritirato dalla prima linea in Nordafrica e in Russia, rimanendo più a lungo in servizio sui fronti balcanico, alpino e siciliano.
A livello tattico, il Brixia era inizialmente assegnato al plotone mortai di ogni battaglione di fanteria, su tre squadre con 14 uomini e tre mortai ciascuna, che venivano aggregate al bisogno alle compagnie. Successivamente venne assegnata una squadra direttamente a ogni compagnia di fanteria.
La complessità, la gittata limitata e la ridotta potenza della granata da 45 mm limitarono fortemente le prestazioni dell'arma, soprattutto in confronto a quelle ottime date dai mortai medi da 81 di derivazione francese contemporaneamente in servizio nel Regio Esercito e dai mortai leggeri francesi da 60 mm in servizio (su licenza) in molti eserciti europei e in quello statunitense. Nel dopoguerra rimase in servizio con l'Esercito Italiano fino agli anni cinquanta.

## Tecnica

### Descrizione
Il Brixia è un'arma a retrocarica, spalleggiabile o someggiabile, operata da un tiratore, un capo-arma porgitore e un portamunizioni. La canna, in acciaio ad anima liscia, è mobile e scorre all'interno del castello. La culatta del castello contiene una camera di cartuccia con proprio otturatore e leva di scatto, alimentata da un caricatore inserito superiormente al castello. Il castello è imperniato sull'affustino, potendo così brandeggiare su un settore orizzontale di 200°° (circa 10°). L'affustino è incavalcato su un affusto formato da un telaio anteriore, a due gambe arpionate e traversa, e da uno posteriore, formato da due gambe con tiranti che si riuniscono in un arpione. Al telaio posteriore è incernierato un vomero ribaltabile con cuscino d'appoggio (e spalleggio quando l'affusto è ripiegato per il trasporto).
La gittata e la curvatura della traiettoria sono regolate sia aprendo o chiudendo una valvola che spilla i gas di sparo, sia variando l'inclinazione della canna. L'elevazione, da +100°° a +1600°° (ovvero +5°/89°) viene regolata con un volantino che agisce su due settori dentati. La mira per il tiro diretto è effettuata con mirino in volata e piastrina graduata, mentre in elevazione si avvale di un alzo a quadrante in hm con pendolino.

### Funzionamento
Rispetto agli altri mortai, la particolarità dell'arma era dovuta al fatto che per il lancio del proietto si adoperava una cartuccia di lancio separata, anziché il classico meccanismo "a caduta" con carica di lancio integrata nel codolo della bomba; in conseguenza di ciò, era possibile anche il tiro "teso" diretto, che ne aumentava la gittata in assenza di ostacoli da superare col tiro curvo da mortaio.
Spingendo in avanti la manovella sulla destra del castello tramite bielle si sposta in avanti la canna, aprendo così la culatta per l'inserimento di un singolo colpo, e si arretra l'otturatore. Tirandola indietro, la canna arretra chiudendo la culatta, mentre l'otturatore avanza, camerando la cartuccia con la carica di lancio; nell'ultimo tratto di corsa dell'otturatore, la leva di scatto si solleva liberando il percussore, che innesca la cartuccia. I gas di sparo, attraverso gli ugelli, passano nella canna e lanciano la granata.
Gruppi ben addestrati potevano raggiungere ratei di fuoco di saturazione fino a 18 colpi per minuto (25-30 teorici), mentre in fase di aggiustamento del tiro era di 6-8 colpi al minuto.

## Munizioni

### Bomba Mod. 35 e Mod. 39
Il Brixia impiega una granata da 45 mm, formata da un corpo bomba in acciaio con spoletta avvitato a un governale a quattro alette. La versione da guerra Mod. 35 pesa 480 g, dei quali 70 costituiti dalla carica esplosiva in tritolo e binitronaftalina, e ha un raggio utile di 20 metri; è riconoscibile per il corpo bomba nero e le alette rosse. La Mod. 39 differisce per alcuni accorgimenti introdotti dopo alcuni casi di incidenti e scoppi prematuri. Oltre al proietto esplodente erano disponibili una bomba da esercitazione con carica ridotta, riconoscibile dal corpo nero e le alette gialle; una bomba fumogena, riconoscibile dal colore nero delle alette; una bomba inerte, con zavorra in luogo della carica, spoletta finta e alette color alluminio.
Le munizioni erano trasportate in cassette spalleggiabili, contenenti 30 bombe, tre caricatori e 30 cartucce. Ogni mulo porta-munizioni trasportava tre cassette.

### Cartuccia di lancio
La carica di lancio è contenuta in una cartuccia da 8 × 50 mm, con bossolo in ottone crimpato senza palla, contenente 1,55 grammi di balistite. Le cartucce venivano inserite nell'arma tramite caricatori da 10 colpi.